# Dryopteris aurantiaca
Dryopteris aurantiaca är en träjonväxtart som beskrevs av J. P. Roux. Dryopteris aurantiaca ingår i släktet Dryopteris och familjen Dryopteridaceae. Inga underarter finns listade.